# Agrotis purolimbata
Agrotis purolimbata är en fjärilsart som beskrevs av Emilio Berio 1936. Agrotis purolimbata ingår i släktet Agrotis och familjen nattflyn. Inga underarter finns listade i Catalogue of Life.